# Onciale 0278
- Papyrus
- Onciale
- Minuscules
- Lectionnaire

Le Codex 0278 (dans la numérotation Gregory-Aland), est un manuscrit du Nouveau Testament sur parchemin écrit en écriture grecque onciale.

## Description
Le codex se compose de 120 folios. Il est écrit en deux colonnes par page, 20-22 lignes par colonne. Les dimensions du manuscrit sont 24,2 × 28,2 cm,. Les paléographes datent ce manuscrit du IXe siècle.
C'est un manuscrit contenant le texte de l'Épîtres de Paul.
Le texte du codex Kurt Aland ne l'a pas placé dans aucune Catégorie.
Lieu de conservation
Il est conservé au Monastère Sainte-Catherine (N.E. ΜΓ 2) à Sinaï,.